# Woltzeten
Woltzeten is een plaats in de Duitse gemeente Krummhörn, deelstaat Nedersaksen, en telt 184 inwoners (2012).
Het dorp ligt op een warft, drie kilometer ten zuiden van Pewsum en ongeveer acht kilometer ten noordwesten van de stad Emden. De huidige kerk van Woltzeten werd gebouwd in 1727. Daarvoor stond er een grotere kerk, die in 1725 wegens bouwvalligheid moest worden afgebroken. Deze voorgangerkerk stamde vermoedelijk uit de 12e eeuw.
In het dorpje heeft vanaf 1499 tot plm. 1585 een premonstratenzer klooster gestaan, dat vermoedelijk naar de kleur van zijn dak de naam Blauhaus droeg.
Campen · Canum · Eilsum · Freepsum · Greetsiel · Grimersum · Groothusen · Hamswehrum · Jennelt · Loquard · Manslagt · Pewsum · Pilsum · Rysum · Upleward · Uttum · Visquard · Woltzeten · Woquard

Nedersaksen: Steden en gemeenten      Duitsland: Deelstaten · Gemeenten
- Nationale Bibliotheek van Israël: 987007465745105171
- Virtual International Authority File: 147951736